# Neoptòlem (militar)
Neoptòlem (en llatí Neoptolemus, en grec antic Νεοπτόλεμος) fou un oficial militar macedoni que va participar en la conquesta de l'Àsia Menor, i va resultar mort durant el setge de la ciutat d'Halicarnàs, a Cària, el 333 aC.
Flavi Arrìa parla d'un Neoptòlem fill d'Arrabeu i germà d'Amintes, que havia lluitat inicialment al costat dels perses per passar després al servei d'Alexandre el Gran i de Macedònia, però no se segur que sigui el mateix personatge.